# Île de Kiji

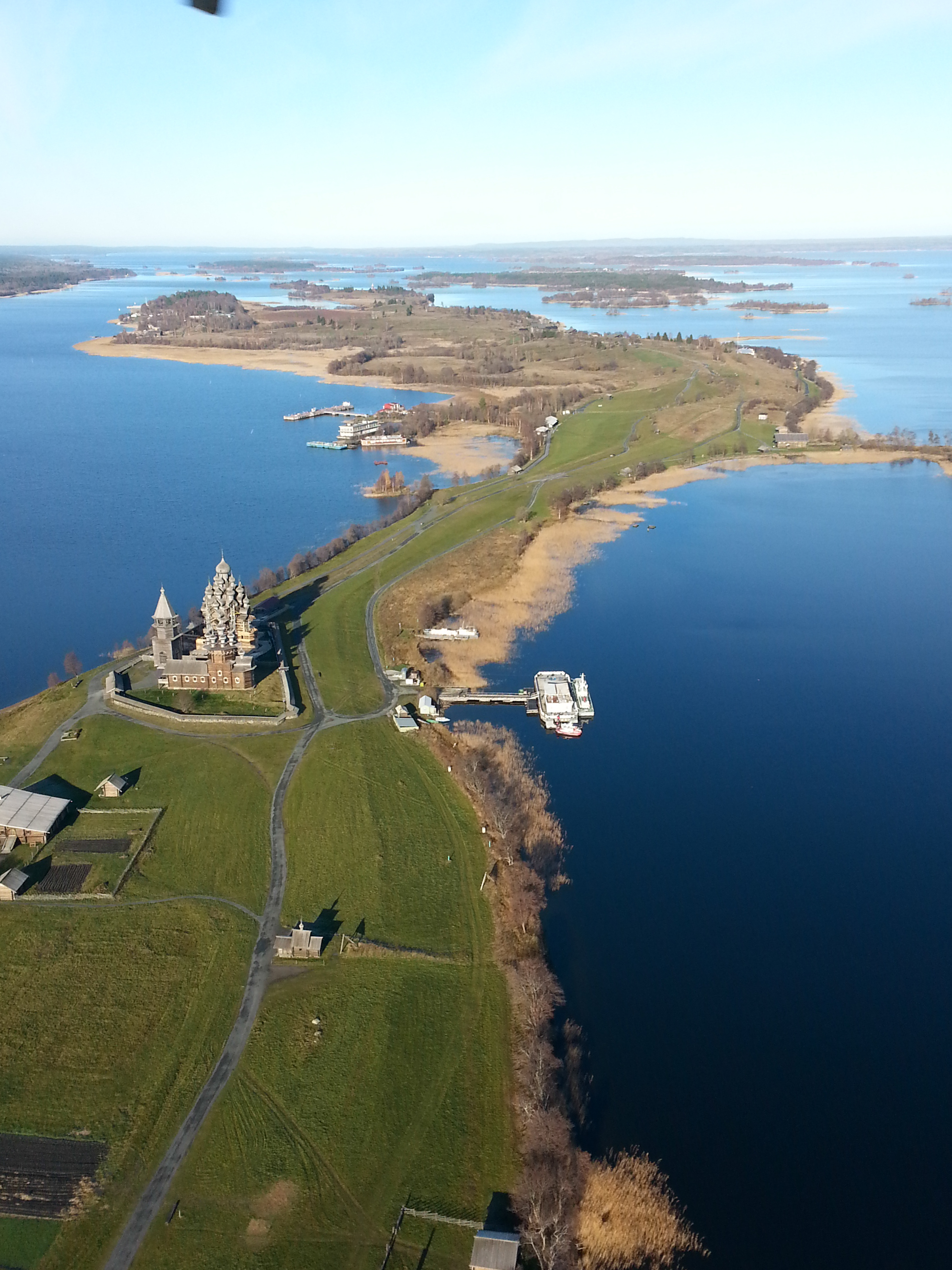
Vue aérienne de l'île.

L'île de Kiji est située dans l'archipel du même nom, au sud de la presqu'île de Zaonejie, dans la partie septentrionale du lac Onega. Elle est surtout connue du fait de l'existence de l'ensemble architectural du pogost de Kiji, de sa mise en valeur et sa préservation, grâce au musée-réserve de Kiji. L'ensemble fait partie du patrimoine de l'humanité dans la liste établie par l'UNESCO.
Plusieurs villages se trouvent sur cette île : Kiji, Vassilievo, et Iamka. Ils forment un ensemble rural dépendant du raïon de Medvejegorsk dans la république de Carélie, au sein de la fédération de Russie. Jusqu'en 2004, ils faisaient partie du district de la ville de Petrozavodsk située à environ 68 km de l'autre côté du lac Onega, dans le raïon de Medvejegorsk.

## Toponymie
Selon une interprétation, le mot « Kiji » provient du mot vepse kiz (kidz) — « mousse (au fond d'une pièce d'eau) », ; selon d'autres interprétations le mot viendrait du nom vepse kiši — « jeux, endroits par les jeux, pour les fêtes ».
L'accent tonique se fait le plus souvent entendre sur la seconde syllabe du mot « Kiji », mais en Zaonejie, traditionnellement, c'est la première syllabe qui est accentuée.

## Histoire

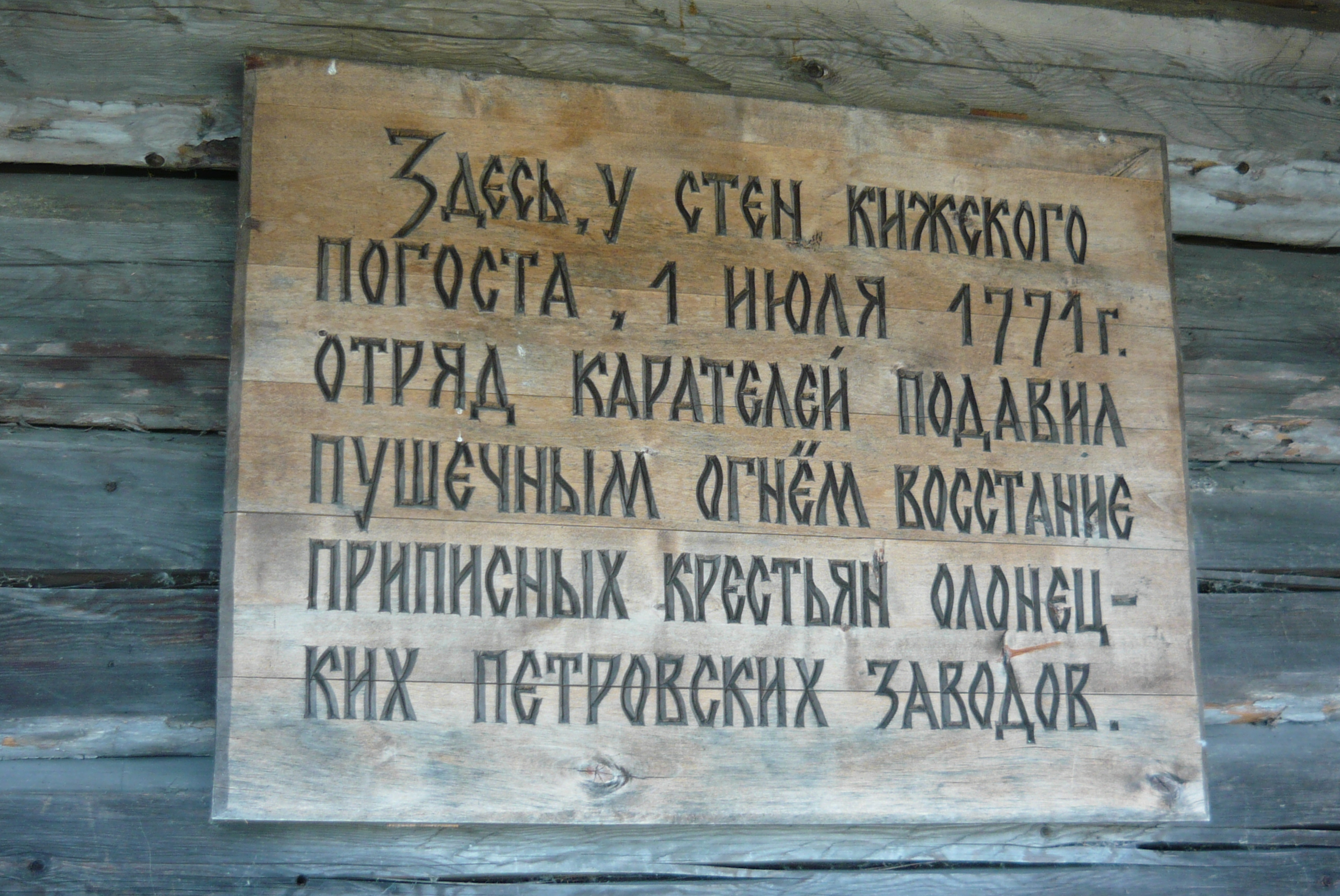
Panneau souvenir de la révolte de Kiji de 1771

Au XVIIe siècle, un entrepreneur de Novgorod Simon Gavrilov, commença à créer une production métallurgique à une échelle industrielle. Après avoir trouvé du minerai de cuivre, il commença en 1669 à construire une fonderie. Cette initiative fut poursuivie par deux maîtres de forges danois Butenant von Rosenbusch et Marcelis. En 1696, ils possédaient déjà trois forges (deux à Shunga et une à Kiji). À la fin du XVIIe siècle, s'y ajoutèrent deux nouvelles usines à Kiji.
Ces usines avaient initialement été construites comme fonderie de cuivre, mais par la suite du fait de l'absence de rentabilité elles furent transformées en fonderies de fer. Les populations paysannes regardaient ces usines avec animosité du fait que des parcelles de terres et des zones forestières à riches sous-sols miniers étaient utilisées pour les fonderies. Ceci conduisait des cultivateurs à devoir obligatoirement trouver du travail dans ces usines alors qu'ils ne le souhaitaient pas. Comme ces paysans étaient forcés de travailler, sous l'impulsion de leurs chefs plus âgés, ils s'en prirent aux conducteurs de l'usine et aux gens des villages de l'usine avec des haches, des lances et des massues. Cette manifestation fut réprimée par un groupe armé d'archers.
Les révoltes les plus violentes furent celles de Kiji durant les années 1769 à 1771. Les meneurs étaient Clement Sobolev, Simon Costine, André Salnikov. Ils furent condamnés au fouet, à l'excision des narines et au marquage au fer. Puis ils furent envoyés dans un bagne en Sibérie. Des dizaines de paysans furent envoyés aux travaux forcés, ou obligés de s'engager comme recrues et soumis à des châtiments corporels.
Au début du XXe siècle beaucoup d'artistes peintres et d'architectes se rendirent à Kiji pour voir de leurs propres yeux les anciens villages et leur environnement. Ainsi les peintres Ivan Bilibine (en 1904), Igor Grabar (en 1909) et l'architecte Michail Krasovski (en 1916). Bilibine écrivit : «… jamais je n'avais pu voir des constructions d'un tel élan de fantaisie que celles de Kiji. Qui étaient ces architectes qui construisirent de telles églises ? ».
Kiji vit sa réputation grandir durant l'Empire russe : des timbres-poste y furent consacrés et, en 1911, le peintre Iegoshua Chlygleit peignit un tableau qui intitulé «dans le Nord lointain» qui fut acquis par le tsar Nicolas II.

## Musée-réserve
La plupart des constructions qui font partie de l'exposition du musée-réserve proviennent en fait d'autres villages de Zaonejie d'où ils ont été déplacés.
À la fin du XVIIIe siècle, d'autres villages existaient sur l'île de Kiji : Batchourino, Bychevo, Bocarevo, Vasilievo, Kiajevo, Morozovo, Navolok, Pogost et Yamka. Ils faisaient partie de la paroisse de Kiji comté de Petrozavodsk Gouvernement d'Olonets.

## Transport

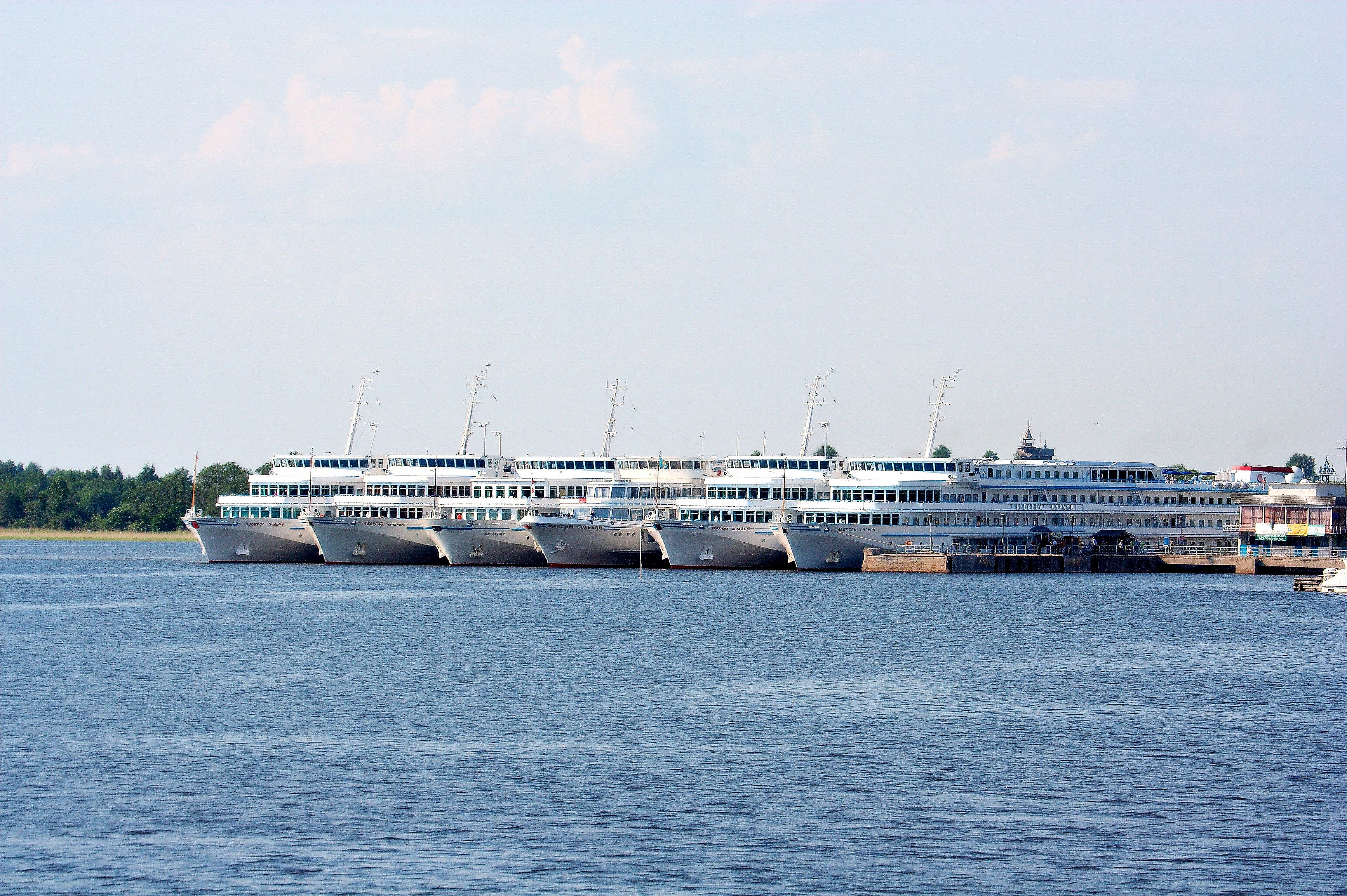
Bateaux de croisière à quai

En période de navigation (mai à septembre), depuis la gare maritime et fluviale de Petrozavodsk, des hydroptères se rendent jusqu'à Kiji 2 à 3 fois par jour, week-end compris. Des bateaux de croisières assurent également des traversées.
L'hiver, chaque année une route de glace est ouverte sur la glace du lac Onega depuis le village de Yamka, jusqu'au lieu-dit "Grandes lèvres" à 21 km et à Sibovo à 12 km.

## Climat
Le climat est typique de la région, mais relativement froid par rapport à beaucoup de régions du monde. Toutefois ce climat est un des facteurs de préservation des structures en bois des bâtiments du fait de la suppression de nombreuses bactéries par le froid,.

## Radiations
Périodiquement surgissent des rumeurs sur le fond de rayonnement fort élevé sur cette île. Mais à la suite des recherches effectuées par l'Institut de géologie de Carélie, ces rumeurs ont été démenties.